# Automotrice CCFR ALn 9000
Le automotrici ALn 9000 (meglio conosciute come le MAN) erano rotabili automotori per trasporto di viaggiatori a motore termico, a scartamento normale, costruiti dalle Officine Meccaniche Reggiane nel 1937 per conto del Consorzio Cooperativo Ferrovie Reggiane, che le utilizzò sulla linea Reggio–Sassuolo.

## Storia
Le automotrici vennero costruite sulla base di un collaudatissimo progetto della tedesca MAN Maschinenfabrik tra 1936 e 1937. Inizialmente vennero immatricolate come AUTO 9000 e immesse in servizio nel 1937 per servizi viaggiatori e misti sulle linee sociali pianeggianti. Le automotrici svolsero servizio fino al 1980 quando furono sostituite dalle nuove ALn 2463-2466.

## Note

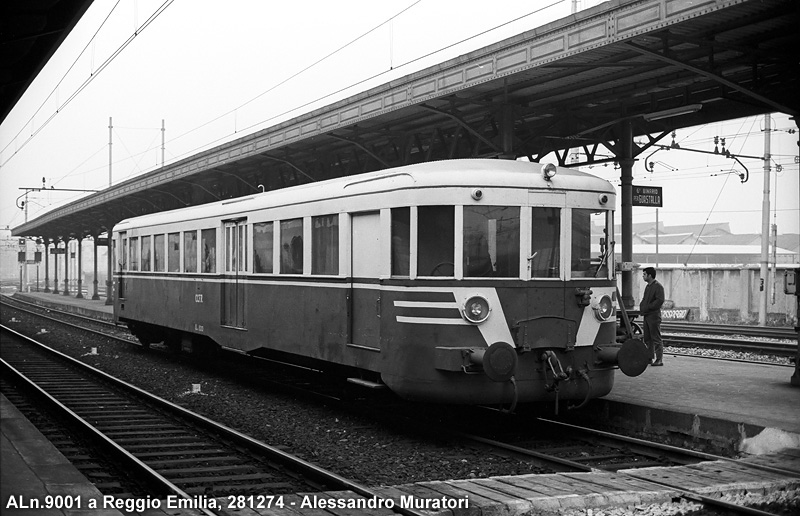
Automotrice diesel ALn 9001 del Consorzio Cooperativo Ferrovie Reggiane, in sosta nella stazione FS di Reggio Emilia.

## Caratteristiche tecniche
La struttura della cassa era in acciaio, saldata elettricamente. Il motore era un Diesel a 6 cilindri a 4 tempi a iniezione diretta con cilindrata di 31.750 cm³. Era in grado di fornire una potenza massima di 165 kW a 1000 giri/m. La trasmissione era meccanica, con due alberi a giunti cardanici tra cambio e assi di un carrello. Il cambio era a 4 marce, del tipo sempre in presa, ad azionamento pneumatico. Il sistema frenante era del tipo classico a ceppi, ad aria compressa, sistema Westinghouse. La velocità massima raggiungibile era di 70 km/h. I posti a sedere offerti erano 72, tutti di 2ª classe
.